# Resistance (singel Muse)
Resistance – trzeci singel Muse z albumu The Resistance.
Teledysk do „Resistance” zawiera materiały z występów na żywo zespołu podczas The Resistance Tour. Klip zadebiutował 14 stycznia 2010, został sfilmowany przez Wayne’a Ishama w Madrycie.

## Lista utworów
1. „Resistance” – 5:46
2. „Prague” (cover Mega City Four) – 3:36
3. „Popcorn” (cover Gershon Kingsley) – 4:51
4. „Resistance” (Tiësto remix) – 8:10
5. „Resistance” (radio edit) – 4:04

## Notowania
| Lista (2010)                       | Najwyższa pozycja |
| ---------------------------------- | ----------------- |
| Lista Przebojów Programu Trzeciego | 1                 |
| Billboard Alternative Songs        | 11                |
| Billboard Rock Songs               | 17                |